# 타법
타법은 타석에서 타격을 하는 방법이다. 안정된 자세에서 타격을 하는게 중요하다. 홍성흔의 갈매기 타법처럼 선소 고유의 타법을 만들어내는 선수도 있다. 